# Španska književnost
Španska književnost se generalno odnosi na književnost (špansku poeziju, prozu i dramu) pisanu španskim jezikom na teritoriji koja trenutno predstavlja Kraljevinu Španiju. Njen razvoj se podudara i često se preseca s tokom drugih književnih tradicija iz regiona unutar iste teritorije, posebno katalonske književnosti, galicijskog preseka, kao i latinske, jevrejske i arapske književne tradicije Pirinejskog poluostrva. Literatura španske Amerike važna je grana španske književnosti, sa svojim posebnim osobinama koje datiraju još od najranijih godina španskog osvajanja Amerike (pogledajte latinoskoameričku književnost).
Rimsko osvajanje i okupacija Iberijskog poluostrva počevši od 3. veka pre nove ere donela je latinsku kulturu na španske teritorije. Dolaskom muslimanskih osvajača 711. godine prispela je kulture Bliskog i Dalekog Istoka. U srednjovekovnoj španskoj književnosti, najraniji zabeleženi primeri vernekularne romantičarske književnosti mešaju muslimansku, jevrejsku i hrišćansku kulturu. Jedno od zapaženih dela je ep Pesma o Sidu, napisan 1140. godine. Španska proza stekla je popularnost sredinom trinaestog veka. Lirska poezija srednjeg veka uključuje popularne pesme i dvorsku poeziju vlastele. Tokom 15. veka došlo je do predrenesanse i književna produkcija je uveliko porasla. U renesansi su važne teme bile poezija, verska literatura i proza. U doba baroka iz 17. veka važna dela bila su proza Fransiska de Keveda i Baltasara Gracijana. Ugledni autor bio je Migel de Servantes, poznat po svom remekdelu Don Kihot.
U doba prosvetiteljstva 18. veka, zapažena dela uključuju prozu Fejhoa, Hoveljanosa i Kadalsa; liriku Huana Melendeza Valdesa, Tomasa de Iriarta i Feliksa Marija Samaniege) i pozorišna dela sa Leandrom Fernandez de Moratinom, Ramonom de la Kruzom i Visente Garsija de la Uertom. U romantizmu (početak 19. veka) važne teme su: poezija Hosea de Espronsede i drugih pesnika, proza, pozorište sa Anhel de Savedrom (vojvoda od Rivasa), Hozeom Zorilom i drugim autorima. U realizmu (kraj 19. veka), koji je pomešan sa naturalizmom, važne su teme romana: Huana Valere, Hose Marija de Perede, Benito Perez Galdose, Emilija Pardo Bazana, Leopolda Alasa (Klarina), Armanda Palasija Valdesa i Visenta Blaska Ibanjeza; poezija, sa Ramonom de Kampoamorom, Gasparom Nunjezom de Arseom i drugim pesnicima; pozorište, sa Hoseom Ečegarajem, Manuelom Tamajom i Bausom i drugim dramatičarima; i književni kritičari, naglašavajući Menendeza Pelaja.
U modernizmu se pojavljuje nekoliko struja: parnasizam, simbolizam, futurizam i kreacionizam. Uništavanje španske flote na Kubi od strane SAD-a 1898. izazvalo je krizu u Španiji. Grupa mlađih pisaca, među kojima Migel de Unamuno, Pio Baroha i Hoze Martinez Ruiz (Azorin), uvela je promene u oblik i sadržaj književnosti. Do 1914. - godine izbijanja Prvog svetskog rata i objavljivanja prvog velikog dela vodećeg glasa ove generacije, Hozea Ortege i Gaseta - brojni nešto mlađi pisci su uspostavili svoje mesto u španskom kulturnom polju. Vodeći glasovi uključuju pesnika Huana Ramona Himeneza, akademika i esejiste Ramona Menendeza Pidala, Gregorija Maranjona, Manuela Azanju, Eugena d'Orza i Ortege i Gaseta, i romanopisce Gabriel Miro, Ramon Perez de Ajala i Ramon Gomez de la Serna. Oko 1920. godine mlađa grupa pisaca - uglavnom pesnika - počela je da objavljuje radove koji su od svojih početaka otkrivali stepen do kog su mlađi umetnici apsorbovali književne eksperimente pisaca 1898. i 1914. Pesnici su bili blisko vezani za formalne akademije. Romanopisci poput Benhamina Harneza, Roze Časela, Fransiska Ajale i Ramona H. Sendera bili su podjednako eksperimentalni i akademski.
Španski građanski rat imao je poražavajući uticaj na špansko pisanje. Među šačicom pesnika i pisaca građanskog rata ističe se Miguel Hernandez. Tokom rane diktature (1939–1955), književnost je sledila reakcionarnu viziju diktatora Fransiska Franka o drugom, katoličkom španskom zlatnom dobu. Sredinom 1950-ih, kao i kod romana, nova generacija koja je preživela španski građanski rat u detinjstvu, odrastala je. Početkom šezdesetih godina španski autori krenuli su ka nemirnom literarnom eksperimentisanju. Kada je Franko umro 1975. godine, važan posao uspostavljanja demokratije imao je momentalni uticaj na špansku književnost. Tokom narednih nekoliko godina mnoštvo mladih pisaca, među kojima su Huan Hoze Milas, Rosa Montero Gajo, Havijer Marijas, Luis Mateo Diez, Hose Marija Merino, Feliks de Azua, Kristina Fernandez Kubas, Enrike Vila-Matas, Karme Riera, i kasnije Antonio Munjoz Molina i Almudena Grandes, započeli su da stvaraju sebi istaknuto mesto u španskom kulturnom polju.

## Literatura
- Pattison, Walter and Donald Bleznick (1971). Representative Spanish Authors: Volume I (3 изд.). ISBN 978-0-19-501326-9.
- Bleznick, vol II (1971). Representative Spanish Authors, Vol. II (3 изд.). Oxford University Press, Inc. ISBN 978-0-19-501433-4.
- Gies, David T.., ур. (2008). The Cambridge History of Spanish Literature. Cambridge University Press. ISBN 978-0-521-80618-3.
- Alvar, Carlos, José-Carlos Mainer y Rosa Navarro, Breve historia de la literatura española, Alianza Editorial, Madrid, 2005.
- Cañas Murillo, Jesús, La poesía medieval: de las jarchas al Renacimiento, Anaya, Madrid, 1990.
- Deyermond, A. D., Historia de la literatura española, 1. La Edad Media, Ariel, Barcelona, 1989.
- Deyermond, Alan, Edad Media. Primer suplemento, vol. 1/1 de Francisco Rico, Historia y crítica de la literatura española, Crítica, Barcelona, 1991.
- Pedraza Jiménez, Felipe B. y Milagros Rodríguez Cáceres, Las épocas de la literatura española, Ariel, Barcelona, 2006.
- Rubio Tovar, Joaquín, La prosa medieval, Playor, Madrid, 1982.
- Corriente, Federico, Poesía dialectal árabe y romance en Alandalús, Madrid, Gredos, 1997 (contains all extant kharjas in Romance and Arabic)
- Stern, Samuel Miklos, Les Chansons mozarabes, Palermo, Manfredi, 1953.
- García Gómez, Emilio, Gómez, Emilio García (1965). Las jarchas romances de la serie árabe en su marco : edición en caracteres latinos, versión española en calco rítmico y estudio de 43 moaxajas andaluzas. Alianza Editorial. ISBN 978-84-206-2652-9.. Madrid, Sociedad de Estudios y Publicaciones.
- Solà-Solé, Josep Maria, Corpus de poesía mozárabe, Barcelona, Hispam, 1973.
- Monroe, James & David Swiatlo, ‘Ninety-Three Arabic Harğas in Hebrew Muwaššaḥs: Their Hispano-Romance Prosody and Thematic Features’, Journal of the American Oriental Society, 97, 1977, pp. 141–163.
- Galmés de Fuentes, Álvaro, Fuentes, Alvaro Galmés de (1994). Las Jarchas Mozárabes, forma y Significado. Crítica. ISBN 978-84-7423-667-5.. Barcelona, Crítica.
- Nimer, Miguel (2005). Influências Orientais na Língua Portuguesa. EdUSP. ISBN 978-85-314-0707-9.. São Paulo.
- Armistead, Samuel (2003). „Kharjas and Villancicos”. Journal of Arabic Literature. 34 (1–2): 3—19. doi:10.1163/157006403764980541., 2003(17)
- Hitchcock, Richard (јул 1980). „The "Kharjas" as Early Romance Lyrics: A Review”. The Modern Language Review. 75 (3): 481—491. JSTOR 3727967. doi:10.2307/3727967.
- Zwartjes, Otto & Heijkoop, Henk (2004). Muwaššaḥ, zajal, kharja : bibliography of eleven centuries of strophic poetry and music from al-Andalus and their influence on East and West. BRILL. ISBN 978-90-04-13822-3.
- Introducción al Barroco, E. Orozco, ed. José Larra Garrido, Universidad de Granada, 2 vols, 1988.
- La poesía en la Edad de Oro. Barroco, Pilar Palomo, ed. Taurus, Madrid, 1987.
- El teatro en España (1490-1700), Melveena McKendrick, ed. Oro Viejo, Barcelona, 1994.
- Manierismo y Barroco, E. Orozco, ed. Cátedra, Madrid, 1981.
- Notas sobre el Barroco, E. Tierno Galván, Escritos (1950–1960), Tecnos, Madrid, 1971.
- Traditions populaires et diffusion de la culture en Espagne (XVIe-XVIIe siècles), PUB, Bourdeaux, 1981.
- "El Barroco español" (1943-44), Estilo y estructura en la literatura española, L. Spitzer, Crítica, Barcelona, 1980.
- El Pinciano y las teorías literarias del Siglo de Oro, S. Shepard, Gredos, Madrid, 1970.
- Hacia el concepto de la sátira en el siglo XVII, A. Pérez Lasheras, Universidad de Zaragoza, 1995.
- El prólogo en el Manierismo y Barroco españoles, A. Porqueras Mayo, CSIC, Madrid, 1968.
- La teoría poética en el Manierismo y Barroco españoles, A. Porqueras Mayo, Puvill, Barcelona, 1989.
- La prosa didáctica en el siglo XVII, Asunción Rallo, Taurus, Madrid, 1988.
- Domínguez Ortiz, A., Gállego, J., & Pérez Sánchez, A.E. (1989). Velázquez. New York: The Metropolitan Museum of Art. ISBN 9780810939066.
- Edward H. Friedman and Catherine Larson,, ур. (1999). Brave New Words: Studies in Spanish Golden Age Literature.
- Hugh Thomas (2010). The Golden Age: The Spanish Empire of Charles V.
- Victor Stoichita,, ур. (1997). Visionary Experience in the Golden Age of Spanish Art.
- Weller, Thomas: The "Spanish Century", European History Online, Mainz: Institute of European History, 2011, retrieved: November 11, 2011.
- Dámaso Alonso, La lengua poética de Góngora (Madrid: Revista de Filología Española, 1950), 112.
- Hª de la literatura española. III. Siglo XVIII, J.L. Alborg, Gredos, Madrid, 1972.
- La novela del siglo XVIII, J. Álvarez Barrientos, Júcar, Madrid, 1991.
- Antología de la Literatura Española. Siglo XVIII, A. Amorós, Castalia, Madrid, 1999.
- La poesía del siglo ilustrado, J. Arce, Alhambra, Madrid, 1980.
- Historia social de la literatura española, II, VVAA., Castalia, Madrid, 1978.
- La comedia sentimental, género español del siglo XVIII, Universidad de Extremadura, Cáceres, 1994.
- La cara oscura de la Ilustración, G. Carnero, Fundación Juan March-Cátedra, 1983.
- Los conceptos de Rococó, Neoclasicismo y Prerromanticismo en la literatura española del siglo XVIII, J. Caso González, Universidad de Oviedo, 1970.
- La España de la Ilustración, Mª R. Pérez Esteve, Actas, Madrid, 2002.
- Manual de literatura española V. Siglo XVIII, F. Pedraza y M. Rodríguez, Tafalla, Cenlit, 1983.
- La prosa del siglo XVIII, F. Sánchez Blanco, Júcar, Madrid, 1992.
- El ensayo español. El siglo XVIII . Vol. 2, F. Sánchez Blanco, Crítica, Barcelona, 1997.
- Historia de la Literatura Española. El Romanticismo, Juan Luis Alborg, Madrid, Gredos, 1980.
- Historia de la Literatura Española. El Siglo XIX (I), Víctor García de la Concha, Madrid, Espasa Calpe, 1998.
- La Imaginación romántica, C. M. Bowra, Taurus, Madrid, 1972.
- Las Románticas, Susan Kirkpatrick, Castalia, Madrid, 1991.
- El alma romántica y el sueño, A. Béguin, Fonde de Cultura Económica, Madrid, 1993.
- El Romanticismo, Gras Balaguer, Montesinos, Barcelona, 1988.
- El romanticismo español, Vicente Llorens, Madrid, Fundación Juan March, Castalia, 1983.
- El romanticismo español, Ricardo Navas Ruiz, Madrid, Cátedra, 1982.
- Historia del movimiento romántico en España, E. Allison Peers, Gredos, Madrid, 1954, 2 vols.
- "The internalization o Quest-Romance", en Romanticism and Consciousness, H. Bloom, Nueva York, Norton, 1970.
- Panorama crítico del romanticismo español, Leonardo Romero Tobar, Madrid, Castalia, 1994.
- El Romanticismo: tradición y revolución, M. H. Abrams, Visor, Madrid, 1992.
- Los orígenes del romanticismo reaccionario español: el matrimonio Böhl de Faber, G. Carnero, Universidad de Valencia, 1978.
- Los orígenes del Romanticismo, F. Garrido Pallardó, Barcelona, Labor, 1968.
- Entre pueblo y corona. Larra, Espronceda y la novela histórica del Romanticismo, G. Güntert y J.L. Varela, Madrid, UCM, 1986.
- La época del Romanticismo (1808–1874), H. Juretschke, Madrid, Espasa-Calpe, 1989.
- Trayectoria del romanticismo español Madrid, P. Sebold, Madrid, Crítica, 1983.
- De ilustrados y románticos, P. Sebold, Madrid, El Museo Universal, 1952.
- Poesía española del siglo XIX, J. Urrutia, Madrid, Cátedra, 1985.
- José de Espronceda y su tiempo. Literatura, sociedad y política en tiempos del romanticismo, R. Marrast, Barcelona, Crítica, 1989 (1ª edición, 1974).
- El teatro romántico español (1830–1850). Autores, obras, bibliografía, P. Menarini, Bologna, Atesa, 1982.